# Bitva u Vittorio Veneta
Bitva u Vittorio Veneta bylo vojenské střetnutí mezi Rakousko-Uherskem a Dohodou v závěru první světové války. V bitvě, která se odehrála od 24. října až do uzavření příměří 3. listopadu, došlo k finálnímu prolomení italské fronty na řece Piavě nedaleko města Vittorio Veneto. Bitva proto bývá označována jako třetí bitva na Piavě. Italského vítězství a průlomu fronty bylo dosaženo i díky silné demoralizaci rakousko-uherských jednotek. Do italského zajetí padlo v bitvě a krátce po ní téměř 450 000 vojáků hroutící se monarchie. Ještě během boje došlo k vyjednávání o příměří, které bylo zástupci rozpadajícího se Rakousko-Uherska podepsáno ve Ville Gusti nedaleko Padovy 3. listopadu.

## Předehra
Po průlomu v bitvě u Caporetta byla italská armáda donucena k ústupu a Luigi Cadorna byl jako vrchní velitel nahrazen generálem Armando Diazem. Fronta se Italům za podpory spojenců podařila ustálit v prosinci 1917 na rozvodněné řece Piavě, kde byla vojska Ústředních mocností poražena a jejich další postup byl zastaven. Rakousko-uherské armádě se pozice za Piavou nepodařilo dobýt ani v létě následujícího roku. Německé velení mezitím přesunulo většinu svých jednotek na západní frontu, kde plánovalo poslední velký útok, a této situace se rozhodl Diaz po konzolidaci italské armády využít. Italské velení naplánovalo zaútočit na rakousko-uherské pozice na středním toku Piavy, postupovat směrem na město Vittorio Veneto a oddělit tak od sebe císařské síly bojující v horách a na dolním toku řeky. Vedlejší útok měl směřovat proti opevnění v horách Monte Grappy. Armando Diaz však útok přes naléhání britských a francouzských spojenců pozdržel, protože si uvědomoval, že čas hraje proti rozkládajícímu se soupeři.

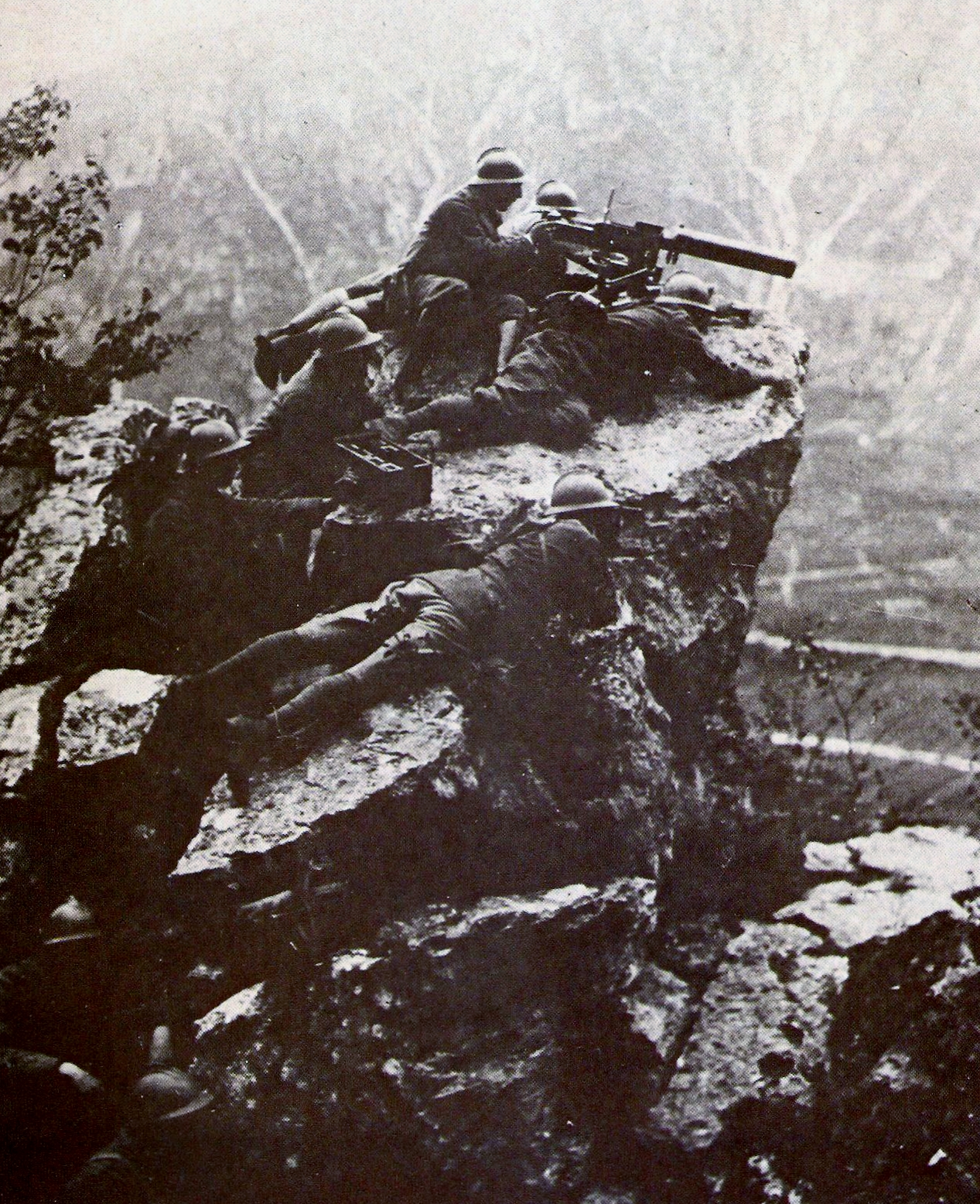
Italští vojáci na Monte Grappa

Neúspěšná letní ofenzíva na Piavě zcela vyčerpala poslední lidské i materiální rezervy Rakousko-Uherska. Na podzim roku 1918 se prudce zhoršilo zásobování vojska nejen municí, ale i potravinami a výstrojí. Nedostatek desinfekčních přípravků, léků a dalších hygienických prostředků pak spolu s fyzickým vyčerpáním a podvyživením jednotek vedl na frontě k rychlému šíření úplavice, španělské chřipky a malárie. Frontové ztráty zvyšované vysokým počtem nemocí a dezercí se Rakušanům nedařilo doplňovat a stavy pěších divizí tak mnohde klesly na polovinu předepsaného počtu. A tak zatímco na italské straně tvořilo bojový prapor přibližně 900 mužů, v rakousko-uherském vojsku se mnohde skládal jen ze 400 bojeschopných vojáků. Naplno se navíc začal projevovat i vnitřní rozklad rakousko-uherské armády. Po kapitulaci Bulharska vydal uherský sněm v polovině října rezoluci nabádající uherské pluky k návratu z Itálie a k obraně ohrožené celistvosti uherského království. Tato zpráva se rychle rozšířila na frontu a v mnoha maďarských a chorvatských jednotkách došlo k nepokojům, vzpourám a hromadným dezercím. Celé uherské pluky pak začaly i přes osobní zásah arcivévody Josefa opouštět frontu. Jejich pozice se velení neúspěšně pokoušelo doplnit německými a českými pluky, které však rovněž odmítaly nastoupit za odcházející Maďary do první linie. Před zahájením útoku se tak na piavské frontě v úseku od Feneru k ústí řeky nacházelo 25 rakousko-uherských divizí tvořených 217 prapory, 32 pluků a 2 335 děl. Italové podpoření Brity, Francouzi a Američany měli k útoku připraveno 31 divizí o síle 350 praporů. V rámci XXIII armádního sboru generála Sailera byla zařazena i 6. československá pěší divize. Podstatnou výhodu pro italskou stranu představovala výrazná převaha v počtu děl, neboť v úseku, kde během bitvy došlo k prolomení rakouských obranných linií dokázala Dohoda koncentrovat 2 600 polních a 600 těžkých děl převyšující artilerii obránců, kteří museli navíc zohledňovat i docházející zásoby munice.
Na celé italské frontě pak proti sobě stálo 912 spojeneckých praporů o síle 670 000 vojáků podpořených 6 900 děly proti 608 rakousko-uherských praporům o síle 403 000 mužů a 6 800 děl. Snahy rakousko-uherských představitelů o vyjednání příměří se západními mocnostmi znepokojily italské politiky, kteří se obávali, že by k zastavení bojů mohlo dojít ještě před italským průlomem. Po naléhání premiéra Orlanda a ministra zahraničí Sonnina, proto velitel Diaz rozhodl o obnovení ofenzívy.

## Bitva
Armando Diaz naplánoval zahájení útoku na 24. říjen, tedy symbolicky přesně v den, kdy o rok dříve začala italská porážka v bitvě u Caporetta. Útok na levý břeh Piavy a opevněné pohoří Monte Grappa zahájilo sedm italských armád za podpory dvou britských a jedné francouzské divize. Britskému XIV. sboru se podařilo překonat řeku v místě říčního ostrova Grave di Papadoli, kde 26. října s pomocí italských ženistů postavili pontonový most na východní břeh přes. Řeku pak překročily obě britské divize, které vytvořily předmostí dalším jednotkám. Hlavní útok přes řeku zahájilo 26. října půl hodiny před půlnocí mohutné ostřelování rakousko-uherských pozic. Kryty palbou následně zahájily přechod řeky další spojenecké divize. Přestože rakousko-uherské jednotky na některých místech účinně vzdorovaly pokusům o překročení řeky, především úspěch britských jednotek u Papadoli a neschopnost obránců rychle nasadit proti průlomu záložní jednotky, zajistily celé operaci úspěch.

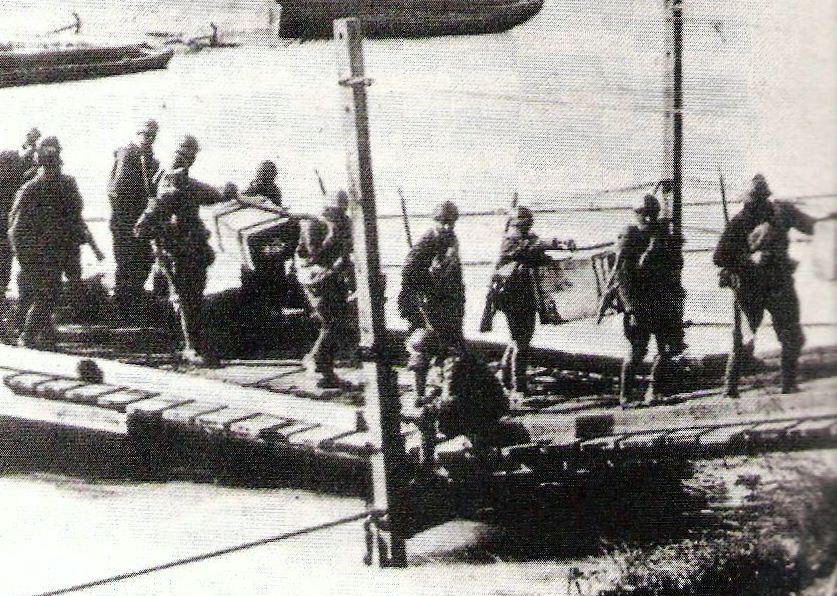
Italští vojáci překonávající řeku Piavu

Italům a jejich spojencům se podařilo vytvořit za řekou předmostí o šířce 10 km a délce 20 km, přičemž ohrožovali město Conegliano. Dál proti proudu pak přes řeku pronikli i Francouzi, kteří směřovali k Valdobbiadene. Rakousko-uherské oddíly stále častěji odmítaly uposlechnout rozkazy, takže se velení nedařilo zahájit účinný protiútok. Například lučenecký 25. pěší pluk, který dostal rozkaz opustit své ležení u Asiaga a podpořit protiútok na Piavě, odmítl a uherští vojáci se po praporech začali přesouvat domů. Příkladu 25. pluku pak brzy následovaly i další útvary všech národností.
„Obranyschopnost našich jednotek nápadně ochabuje, o to více, jak roste počet jednotek, které vypovídají poslušnost s odvoláním na Manifest, proklamující nezávislost Polska, Uher, českého, slovenského a jihoslovanského státu, a kdy chybějí prostředky k tomu, jak je přivést k poslušnosti. Je nezbytně nutné okamžitě vyjasnit současný stav a přijmout příslušná politická rozhodnutí, jinak nastane anarchie přinášející pro monarchii a armádu katastrofu s nedozírnými následky.“
Hlášení Svetozara Borojeviće na AOK z 27. října
Po prolomení obrany zahájil Svetozar Borojević ústup svých jednotek za řeky Livenza a Tagliamento. Přednostně byla z fronty stahována děla a těžká technika, která neměla padnout do rukou postupujícím Italům. Mezitím pokračovaly boje o pozice na Monte Grappa, kde až do 29. října odolávaly jednotky XXVI. armádního sboru. Na dalších místech však před sebou postupující vojska dohody tlačily rakouské jednotky ustupující za Livenzu. 30. října dosáhli Italové vyklizeného Vittoria a generál Borojević žádal vrchní velitelství, aby okamžitě začalo jednat o uzavření příměří. Během spojeneckého útoku zemřelo 5 652 vojáků Dohody, 26 541 jich bylo raněno a 4 305 bylo prohlášeno za nezvěstné.

## Zastavení bojů

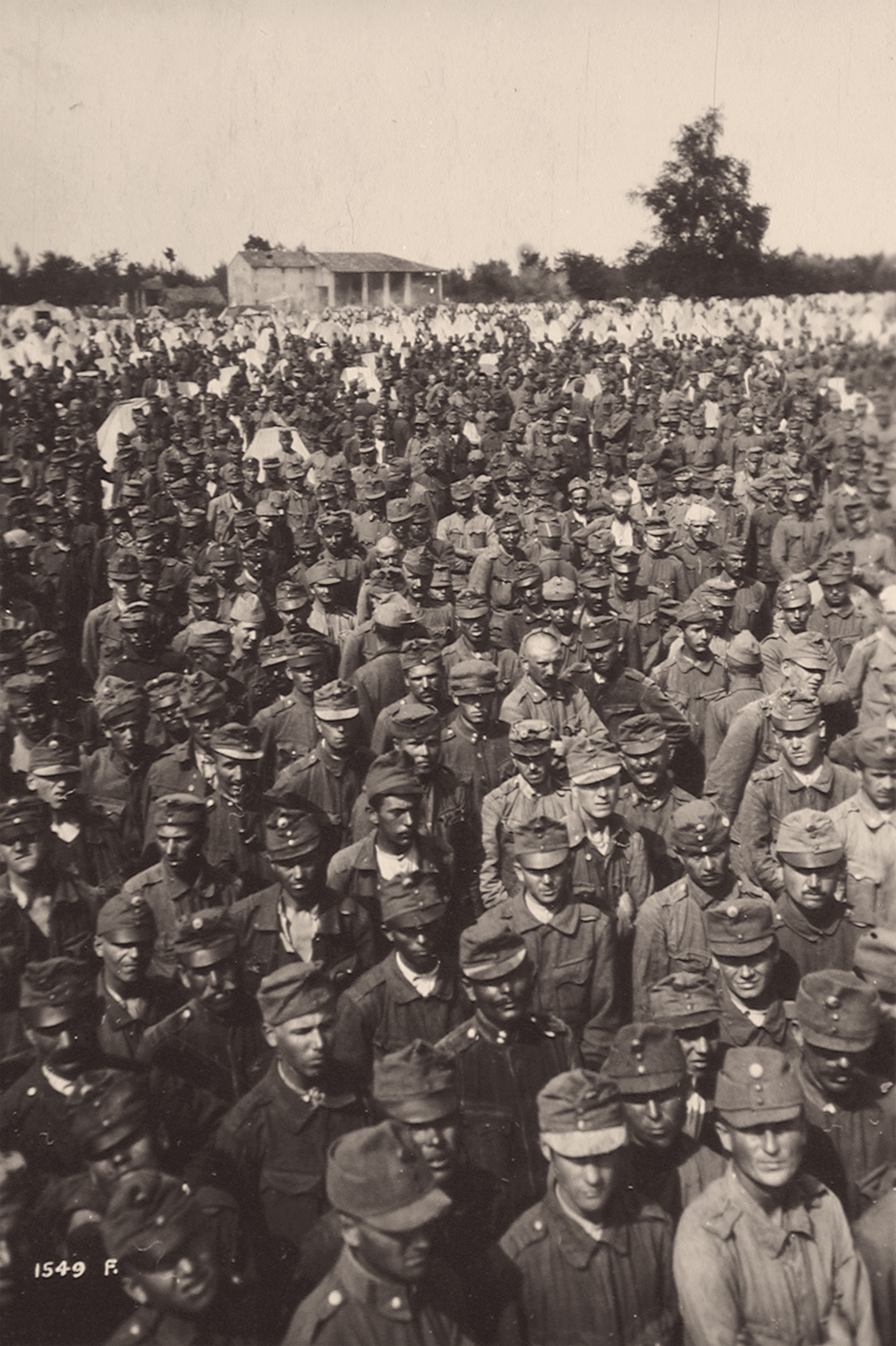
Rakousko-uherští zajatci

Zatímco na italské frontě probíhaly boje o řeku Piavu, v zázemí došlo k zhroucení Rakousko-Uherska. 28. října bylo během chaotické situace v Praze vyhlášeno samostatné Československo a ve stejný den maďarský hrabě Mihály Károlyi prohlásil, že nově vytvořená Maďarská národní rada bude usilovat o zrušení unie mezi Předlitavskem a Uhrami. O den později došlo v Záhřebu k vyhlášení samostatného Státu Slovinců, Chorvatů a Srbů. 
Rakousko-uherská armáda mezitím ustupovala ze severní Itálie a její diplomaté se během jednání na okraji Padovy snažili s Italy dojednat příměří. Během vyjednávání nařídilo vrchní velení všem rakousko-uherským vojákům zastavit v noci z 2. na 3. listopadu palbu. Příměří se nakonec hlavnímu rakouskému vyjednavači, generálu Viktoru Weberovi podařilo ve Villa Gusti podepsat 3. listopadu. Platnost však příměří nabylo teprve až od 15:00 následujícího dne, tedy 36 hodin poté, co rakousko-uherská armáda přestala bojovat. V závěrečných dnech bitvy proto do italského zajetí upadlo obrovské množství ustupujících vojáků, kteří už dokonce mnohdy odevzdali svým nadřízeným zbraně. Do 3. listopadu, kdy Italové obsadili Trento, vylodili se v Terstu a stáli před Udine, hlásily italské orgány na 80 000 zajatých nepřátelských vojáků. Do konce války, ke kterému došlo po kapitulaci Německa 11. listopadu, se pak tento počet navýšil na 456 674 zajatců bývalé rakousko-uherské armády, z nichž poté na 30 000 zemřelo v italském zajetí. Italské vítězství v bitvě u Vittorio Veneta se tak odehrálo zároveň s rozpadem Rakousko-Uherska a koncem první světové války.